# Trionyxella
Trionyxella is een geslacht van hooiwagens uit de familie Trionyxellidae.
De wetenschappelijke naam Trionyxella is voor het eerst geldig gepubliceerd door Roewer in 1912. 

## Soorten
Trionyxella omvat de volgende 2 soorten:
- Trionyxella clavipus
- Trionyxella granulata